# Mickelia bernoullii
Mickelia bernoullii là một loài dương xỉ trong họ Dryopteridaceae. Loài này được Kuhn ex Christ R.C. Moran, Labiak & Sundue mô tả khoa học đầu tiên năm 2010.